# Mesosemia zikla
Mesosemia zikla är en fjärilsart som beskrevs av William Chapman Hewitson 1869. Mesosemia zikla ingår i släktet Mesosemia och familjen Riodinidae. Inga underarter finns listade i Catalogue of Life.

## Bildgalleri

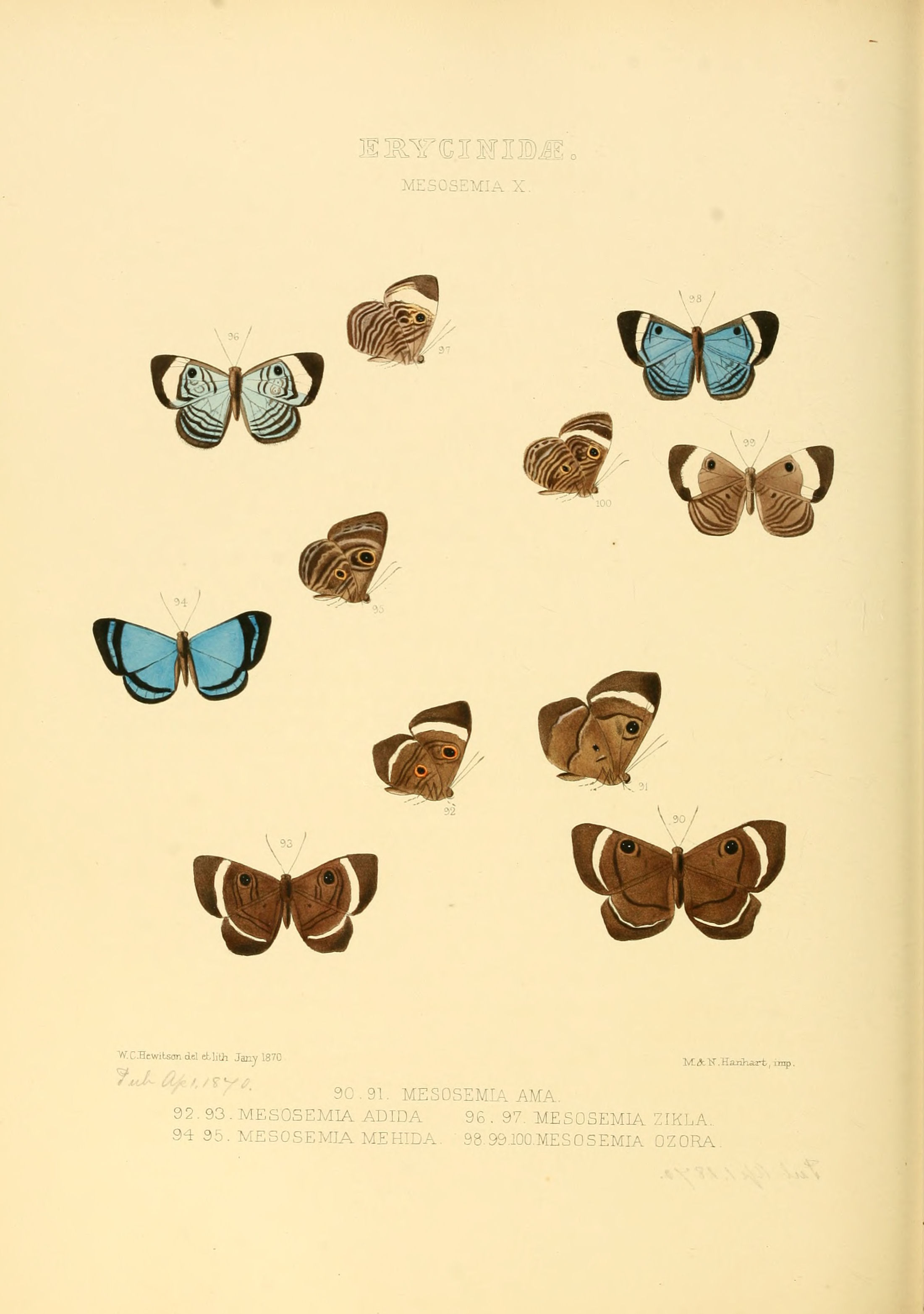